# Anthene contrastata
Mashuna Hairtail (Anthene contrastata) là một loài bướm thuộc họ Lycaenidae. Loài này có ở phía đông Africa, từ Nam Phi, phía bắc tới Ethiopia và Arabia.
Sải cánh từ 19–23 mm đối với con đực và 21–24 mm đối với con cái. Cá thể trưởng thành mọc cánh từ tháng 9 tới tháng 6, đỉnh điểm vào tháng 11 và từ tháng 3 tới tháng 4.
Ấu trùng có thể ăn các loài thuộc chi Acacia, bao gồm Acacia karroo và Acacia tortilis.

## Phân loài
- Anthene contrastata contrastata (Ethiopia, Arabia)
- Anthene contrastata turkana Stempffer, 1936 (phía bắc Kenya, Somalia, north-phía đông Uganda)
- Anthene contrastata mashuna (Stevenson, 1937) (West Cape, KwaZulu-Natal to Orange Free State, Gauteng, Mpumalanga, Limpopo Province, North West Province, North Cape, phía bắc to Zimbabwe to Kenya)